# Supercopa de Italia 2001
La Supercopa de Italia 2001 fue la decimocuarta edición de la Supercopa de Italia, que enfrentó a los ganadores de la Serie A y de la Copa Italia. El partido se jugó en el Estadio Olímpico de Roma el 19 de agosto de 2001. La AS Roma se quedó con el trofeo al derrotar por 3-0 a la ACF Fiorentina.

## Equipos participantes
| AS Roma        |  |  |  | Campeón de la (Serie A 2000-01)     |
| ACF Fiorentina |  |  |  | Campeón de la (Copa Italia 2000-01) |

## Partido
| 80         | POR        | Ivan Pelizzoli      |     |
| 15         | DEF        | Jonathan Zebina     |     |
| 19         | DEF        | Walter Samuel       |     |
| 3          | DEF        | Antônio Carlos Zago |     |
| 7          | MED        | Diego Fuser         | 67' |
| 17         | MED        | Damiano Tommasi     |     |
| 8          | MED        | Marcos Assunção     | 81' |
| 32         | MED        | Vincent Candela     |     |
| 10         | MED        | Francesco Totti     |     |
| 20         | DEL        | Gabriel Batistuta   |     |
| 9          | DEL        | Vincenzo Montella   | 61' |
| Entrenador | Entrenador | Fabio Capello       |     |

| 1          | POR        | Giuseppe Taglialatela |     |
| 7          | DEF        | Angelo Di Livio       |     |
| 3          | DEF        | Daniele Adani         |     |
| 23         | DEF        | Alessandro Pierini    |     |
| 13         | DEF        | Emiliano Moretti      |     |
| 19         | MED        | Marco Rossi           |     |
| 5          | MED        | Sandro Cois           | 61' |
| 10         | MED        | Domenico Morfeo       |     |
| 77         | MED        | Roberto Baronio       | 67' |
| 20         | DEL        | Enrico Chiesa         |     |
| 21         | DEL        | Nuno Gomes            | 81' |
| Entrenador | Entrenador | Roberto Mancini       |     |

| 24 | DEL | Marco Delvecchio | 61' |
| 25 | MED | Gianni Guigou    | 67' |
| 16 | DEL | Abel Balbo       | 81' |

| 6  | DEL | Leandro Amaral    | 61' |
| 27 | DEF | Andrea Tarozzi    | 67' |
| 17 | MED | Ezequiel González | 81' |

| Anotado | 6'  | Vincent Candela   | 1–0 |
| Anotado | 53' | Vincenzo Montella | 2–0 |
| Anotado | 81' | Francesco Totti   | 3–0 |

| Árbitro | Graziano Cesari |

| 80         | POR        | Ivan Pelizzoli      |     |
| 15         | DEF        | Jonathan Zebina     |     |
| 19         | DEF        | Walter Samuel       |     |
| 3          | DEF        | Antônio Carlos Zago |     |
| 7          | MED        | Diego Fuser         | 67' |
| 17         | MED        | Damiano Tommasi     |     |
| 8          | MED        | Marcos Assunção     | 81' |
| 32         | MED        | Vincent Candela     |     |
| 10         | MED        | Francesco Totti     |     |
| 20         | DEL        | Gabriel Batistuta   |     |
| 9          | DEL        | Vincenzo Montella   | 61' |
| Entrenador | Entrenador | Fabio Capello       |     |

| 1          | POR        | Giuseppe Taglialatela |     |
| 7          | DEF        | Angelo Di Livio       |     |
| 3          | DEF        | Daniele Adani         |     |
| 23         | DEF        | Alessandro Pierini    |     |
| 13         | DEF        | Emiliano Moretti      |     |
| 19         | MED        | Marco Rossi           |     |
| 5          | MED        | Sandro Cois           | 61' |
| 10         | MED        | Domenico Morfeo       |     |
| 77         | MED        | Roberto Baronio       | 67' |
| 20         | DEL        | Enrico Chiesa         |     |
| 21         | DEL        | Nuno Gomes            | 81' |
| Entrenador | Entrenador | Roberto Mancini       |     |

| 24 | DEL | Marco Delvecchio | 61' |
| 25 | MED | Gianni Guigou    | 67' |
| 16 | DEL | Abel Balbo       | 81' |

| 6  | DEL | Leandro Amaral    | 61' |
| 27 | DEF | Andrea Tarozzi    | 67' |
| 17 | MED | Ezequiel González | 81' |

| Anotado | 6'  | Vincent Candela   | 1–0 |
| Anotado | 53' | Vincenzo Montella | 2–0 |
| Anotado | 81' | Francesco Totti   | 3–0 |

| Árbitro | Graziano Cesari |

| Supercopa de Italia    |
|                        |
| Campeón Roma 1º título |